# 시메온 1세
시메온 1세(Симеон I)은 제1차 불가리아 제국의 차르이다. 불가리아에 기독교를 받아들인 보리스 1세의 아들이다.
그는 어렸을 때부터 동로마 제국의 신학교에서 교육을 받았으며, 원래는 성직자가 되기로 하였으나 이교도적 정책을 펴 폐위당한 형 블라디미르의 뒤를 이어 893년에 즉위한 뒤에는 불가리아의 교회를 동로마 제국으로부터 독립시켜서 수좌대주교를 총대주교로 승격시켰다. 그는 스스로 동로마 제국의 황제가 되길 원하여 동로마을 수차게 공격하여 정복전쟁을 펼쳐 3차례에 걸쳐 콘스탄티노폴리스를 공격하는 등 발칸일대를 장악하여 919년에는 '모든 불가리아인과 그리스인의 전제군주'라고 칭하였다. 920년경에는 동로마 제국을 발칸반도에서 몰아낼 뻔도 하였었으나, 927년 그의 갑작스러운 죽음은 1차 불가리아 제국이 갑작스레 쇠퇴하게 되는 계기가 되었다. 그의 후계자였던 페터르 1세는 유약하여 불가리아의 영토를 크게 줄어들게 하였다.